# Rzeszów Zachodni
Rzeszów Zachodni – przystanek osobowy w Rzeszowie, w województwie podkarpackim, w Polsce.
Od 9 czerwca 2019 został udostępniony peron 1, z którego odjeżdżają pociągi w kierunku Kolbuszowej, Sandomierza, a także Stalowej Woli. Przystanek wyposażony jest w wiatę, ławki, oświetlenie oraz gabloty informacyjne. Jest dostosowany do potrzeb osób z ograniczeniami ruchowymi, niewidzących i niesłyszących. W grudniu 2019 uruchomiono peron 2, obsługujący linię kolejową nr 91.

## Ruch pasażerski
| Rok  | Wymiana pasażerska na dobę |
| ---- | -------------------------- |
| 2017 | –                          |
| 2022 | 200-299                    |